# Gunnar Gunnarsson
En aquest nom islandès, el darrer nom és un patronímic, no pas un cognom. La manera de referir-se a aquesta persona és pel nom de pila.
Gunnar Gunnarsson (Fljótsdalshreppur, 18 de maig de 1889 - Reykjavík, 21 de novembre de 1975) va ser un escriptor i novel·lista islandès.
Com molts altres escriptors islandesos, va optar per escriure en danès i poder arribar així a un públic molt més gran. Pertanyent a una família de menestrals i pagesos, després d'haver publicat dues col·leccions de versos en islandès abans dels 17 anys, es va traslladar a Dinamarca decidit a convertir-se en escriptor professional. Després de l'educació secundària, es guanyà la vida precària com a escriptor autònom. El 1912 va aparèixer el primer volum de la seva novel·la Borgslægtens historie ("La família de Borg"), la qual es va convertir en un best-seller escandinau. Les altres tres parts van aparèixer del 1912 al 1914. Gunnarsson es va casar amb un Dane i va viure i escriure a Dinamarca fins al 1939, quan va tornar a Islàndia i es va convertir en pagès durant diversos anys, mentre seguia escrivint, però ara en islandès. El 1948 es va traslladar a Reykjavík, on va romandre fins a la seva mort.
Després de la seva primera novel·la en va escriure més de 40 més, a més de relats breus, articles i traduccions. Kirken paa bjerget (1923–28; “L'església de la muntanya”), la seva autobiografia fictícia de cinc volums, és sovint considerada la seva millor obra i una de les obres mestres de la literatura islandesa moderna. Tot i que va escriure sobretot en danès, el va inspirar exclusivament el seu bagatge i la seva història islandesa per a les seves novel·les. Les obres monumentals i èpiques de Gunnarsson han estat traduïdes àmpliament i fora d'Escandinàvia han estat especialment populars a Alemanya.